# Hřbitov Sde Jehošua
Hřbitov Sde Jehošua (hebrejsky: בית קברות שדה יהושע, Bejt kvarot Sde Jehošua) je hřbitov v západní části Haify v Izraeli. Nachází se v administrativní oblasti Ma'arav Chejfa na úpatí pohoří Karmel.

## Geografie
Leží nedaleko pobřeží Středozemního moře v nadmořské výšce do 50 metrů, cca 4 kilometry jihozápadně od centra dolního města. Na východě s ním sousedí čtvrtě Kababir a Karmelija, na jihu průmyslově-komerční oblast Mevo'ot Daromim, na západě lokalita Kfar Samir a na severu čtvrť Neve David. Zaujímá úzký rovinatý pás území mezi mořským břehem a západním okrajem svahů pohoří Karmel, odkud sem stékají četná vádí, zejména Nachal Sijach. Západní okraj hřbitova vymezuje dálnice číslo 4.
Většina plochy hřbitova již je zaplněna, a to i přesto, že v poslední době se zde prováděly i pohřby do betonových víceúrovňových schránek. V roce 2004 byl proto otevřen nový haifský hřbitov Tel Regev.